# Laguna Pampa Quemada
Laguna Pampa Quemada är en sjö i Guatemala.   Den ligger i departementet Departamento de Retalhuleu, i den sydvästra delen av landet, 130 km väster om huvudstaden Guatemala City. Laguna Pampa Quemada ligger 14 meter över havet. Omgivningarna runt Laguna Pampa Quemada är en mosaik av jordbruksmark och naturlig växtlighet.